# Jasinov
Jasinov je vesnice, část města Letovice v okrese Blansko. Nachází se asi 3,5 km na západ od Letovic. Je zde evidováno 65 adres. Trvale zde žije 120 obyvatel.

## Umístění
Jasinov leží v katastrálních územích Jasinov o rozloze 2,29 km2 a Ořechov u Letovic o rozloze 1,85 km2. Obcí protéká potok Bohuňovka.

## Název
Jméno vesnice je jmenný tvar přídavného jména jasenový - "jasanový". Vesnice tedy byla pojmenována podle polohy v jasanovém porostu. Od konce 16. století se ujala podoba Jasinov, která je nářečního původu.

## Pamětihodnosti
- Kaple svatého Jana Křtitele z roku 1969